# Морская горчица
Морска́я горчи́ца (лат. Cákile) — род травянистых растений семейства Капустные (Brassicaceae). Также под этим названием встречается типовой вид рода — Морская горчица морская (лат. Cákile maritima).

## Ботаническое описание

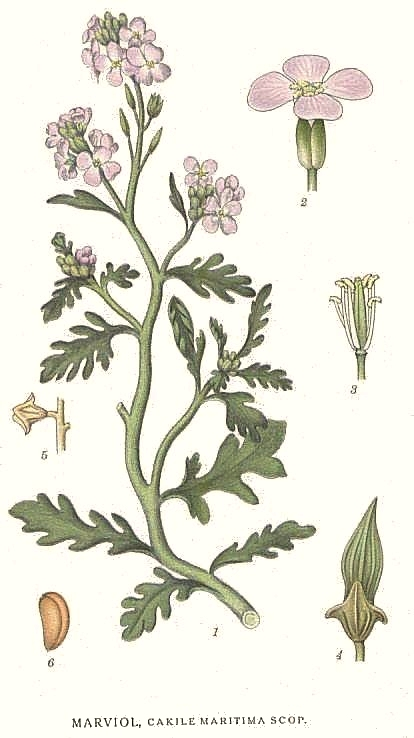
.

Однолетние травянистые растения. Листья мясистые, цельные или перисторассечённые.
Цветки белые или бледно-пурпурные, собраны в верхушечные кисти, без прицветников. Чашелистики не одинаковые: боковые с небольшим вздутием у основания. Тычинок шесть: две короткие несут у основания по одной небольшой желёзке и две большие также у своего основания по одной, но более крупной желёзке.
Плод — двучленный стручочек характерной формы: верхний членик сплюснут с боков, заострён на верхушке и напоминает клинок кинжала, а нижний, более короткий членик, пирамидальной формы и напоминает рукоятку. Каждый членик одногнёздный, в каждом гнезде находится по одной семяпочке, прямостоячей в верхнем членике и висячей в нижнем.

## Распространение и экология
Распространена на открытых песчаных побережьях водоёмов в Европе, Западной Азии, Северной Африке, Америке и Австралии.

## Хозяйственное значение и использование
В молодом возрасте листья и стебли съедобны.
Семена растения содержат масло, применяемые как в медицине, так и в качестве пищевых добавок. Масло содержит витамины E, A, D, B3, B6, B4, K, P, полиненасыщенные жирные кислоты (витамин F), эфирные масла, хлорофилл, фитонциды, фитостеролы и гликозиды.

## Классификация

### Таксономия[5]
Cakile Mill., 1754, Gard. Dict. Abr. ed. 4 : s.p.
Род Морская горчица относится к семейству Капустные (Brassicaceae) порядка Капустоцветные (Brassicales). Кладограмма в соответствии с Системой APG IV по состоянию на июнь 2023 года:
|  |                                      |  |                                   |                                   |                     |  | ещё 16 семейств |              |                     |                                                         |
|  |                                      |  |                                   |                                   |                     |  |                 |              |                     | 7 подтвержденных видов и 1 вид, ожидающий подтверждения |
|  |                                      |  |                                   | порядок Капустоцветные            |                     |  |                 |              | род Морская горчица |                                                         |
|  |                                      |  |                                   | порядок Капустоцветные            |                     |  |                 |              | род Морская горчица |                                                         |
|  | отдел Цветковые, или Покрытосеменные |  |                                   |                                   | семейство Капустные |  |                 |              |                     |                                                         |
|  | отдел Цветковые, или Покрытосеменные |  |                                   |                                   |                     |  |                 |              |                     |                                                         |
|  |                                      |  | ещё 63 порядка цветковых растений | ещё 63 порядка цветковых растений |                     |  |                 | ещё 354 рода | ещё 354 рода        |                                                         |
|  |                                      |  |                                   | ещё 63 порядка цветковых растений |                     |  |                 |              | ещё 354 рода        |                                                         |

## Виды
- Cakile arabica Velen.
- Cakile arctica Pobed. — Морская горчица арктическая
- Cakile constricta Rodman
- Cakile edentula (Bigelow) Hook.
- Cakile geniculata (B.L.Rob.) Millsp.
- Cakile lanceolata (Willd.) O.E.Schulz — Морская горчица ланцетная
- Cakile maritima Scop. — Морская горчица морскаяtypus
  - Cakile maritima subsp. baltica (Rouy & Foucaud) Hyl. ex P.W.Ball — Морская горчица балтийская
  - Cakile maritima subsp. euxina (Pobed.) Nyár. — Морская горчица черноморская
  - Cakile maritima subsp. integrifolia Hyl. ex Greuter & Burdet